# Ica
Ica (celým názvem San Jerónimo de Ica) je peruánské město, ležící na stejnojmenné řece přibližně 300 kilometrů jižně od hlavního města Lima. S 261 000 obyvateli patří mezi významná sídla a je také středem celé oblasti Ica (region).
Při zemětřesení v roce 2007, které mělo intenzitu 8,0 momentové škály, zahynuly desítky obyvatel a vznikly značné materiální škody.
Město založil španělský conquistador Jerónimo Luis de Cabrera v roce 1563. Má výhodnou polohu na dálnici Panamericana, nachází se zde vysoká škola Universidad Nacional San Luis Gonzaga a muzeum věnované předkolumbovským civilizacím žijícím v oblasti. Město je obklopeno pouští Sechura a má horké a suché klima, které svědčí lidem s dýchacími potížemi. Zemědělství je závislé na zavlažování, pěstuje se vinná réva, z níž se vyrábí pálenka pisco, bavlník a chřest lékařský.
V šedesátých letech ohlásil místní vědec Javier Cabrera Darquea objev černě pomalovaných kamenů zobrazující vyspělou lidskou civilizaci, která byly současníky dinosaurů, nález je znám jako kameny z Icy. Vědci je označili za podvrh, Cabrera však vydal o kamenech řadu publikací a vyhradil jim zvláštní muzeum.
Místní letiště je využíváno turisty, kteří chtějí vidět obrazce na planině Nazca.
V roce 2007 byly nedaleko města vykopány pozůstatky půldruhého metru vysokého tučňáka z období eocénu, který dostal podle města název Icadyptes salasi.

## Partnerská města
- Miami Beach, Spojené státy americké